# صادق کرده
صادق کُرده فیلمی درام، جنایی به نویسندگی و کارگردانی ناصر تقوایی محصول سال ۱۳۵۱ است.

## خلاصه داستان
صادق (سعید راد)، مشهور به صادق کُرده، در مسیر جادهٔ اندیمشک به اهواز با همسرش (آتش خیر) قهوه‌خانه‌ای را اداره می‌کند. شبی در غیاب صادق یکی از دوستان او که رانندهٔ کامیون است به قهوه‌خانه می‌آید و پس از هتک حرمت از همسر صادق ناخواسته او را به قتل می‌رساند. رئیس پاسگاه (محمدعلی کشاورز) و سرگروهبان ولی‌خان (عزت‌الله انتظامی)، پدر زن صادق، درصدد دستگیری قاتل برمی‌آیند؛ اما صادق برای گرفتن انتقام از قاتل همسرش کشتار رانندگان کامیون را آغاز می‌کند. سرگروهبان ولی‌خان از سوی رئیس پاسگاه مأمور می‌شود تا به پروندهٔ قاتل راننده‌ها رسیدگی کند. او وقتی یقین حاصل می‌کند که قاتل راننده‌ها کسی جز دامادش نیست سکوت می‌کند. رئیس پاسگاه سرگروهبان را تحت فشار قرار می‌دهد، و روزی که قرار است صادق برای دیدن فرزندش و گرفتن هزار تومان پول، برای عبور از مرز آبی، به خانهٔ پدر همسرش برود، در محاصرهٔ ژاندارم‌ها قرار می‌گیرد و از پا درمی آید.

## بازیگران
- سعید راد
- محمدعلی کشاورز
- عزت‌الله انتظامی
- عزت‌الله رمضانی فر

## عوامل فیلم
- ناصر تقوایی، کارگردان
- محمد تهامی‌نژاد، دستیار کارگردان
- ناصر تقوایی، نویسنده
- مهدی میثاقیه، تهیه‌کننده
- نصرت‌الله کنی، مدیر فیلمبرداری
- هادی مشکوت، عکس
- عباس گنجوی، تدوین
- هرمز فرهت، آهنگساز
- رضا قویدل، صدابردار
- روبیک منصوری، صدابردار
- واروژ، صدابردار
- امیرحسین حامی، صدابردار
- سعید مظفری، سرپرست گویندگان